# Alison Browner
Alison Margaret Browner, verheiratete Alison Gries (* 22. September 1957 in Dublin) ist eine irische Opernsängerin (Mezzosopran).

## Leben
Alison Browner schloss das Studium der Musikwissenschaft am Dubliner Trinity College mit dem Bachelor of Arts ab und studierte gleichzeitig am dortigen College of Music Gesang und Violine. Durch ein DAAD-Stipendium kam sie an die Hamburger Musikhochschule und beendete dort ihr Studium mit dem Lied- und Konzertdiplom.
Ihre sängerische Laufbahn begann im Opernstudio der Bayerischen Staatsoper in München, am Staatstheater Darmstadt und mit der Arbeit mit Hans Hotter.
Alison Browner sang den Komponisten in Richard Strauss’ Ariadne auf Naxos und die Titelrolle in dessen Rosenkavalier sowie die großen Mozart- und Rossini-Partien ab 1987 als Ensemblemitglied des Mannheimer Nationaltheaters.
Der internationale Durchbruch gelang ihr im Londoner Royal Opera House, Covent Garden, in der Titelrolle von Rossinis La Cenerentola. Zahlreiche Auftritte in bedeutenden Opernhäusern wie dem Brüsseler Opernhaus La Monnaie oder der „Vlaamse Opera“ Antwerpen/Gent folgten. Bei den Salzburger Festspielen trat sie unter Sir John Eliot Gardiner auf.
Außer der Oper zeigt Alison Browner großes Interesse am Lied- und Konzertrepertoire. In den letzten Jahren hat sie im gesamten In- und Ausland alle großen Oratorien und viele Liederabende gesungen.
Alison Browner feiert Erfolge mit einem breitgefächerten Repertoire mit namhaften Ensembles und Dirigenten wie Philippe Herreweghe, Eric Ericson und seinem Kammerchor, dem „Concerto Köln“ sowie vielen anderen.
Seit Jahren singt Alison Browner viele Konzerte zusammen mit den Limburger Domsingknaben, wo ihr Mann Wilhelm Gries als Stimmbildner, stellvertretender Chorleiter und Dirigent der Männerschola arbeitet.
Das Repertoire von Alison Browner umfasst zahlreiche Werke aus der Barockzeit (u. a. Bach, Händel, Haydn), der Klassik (u. a. Mozart, Beethoven), der Romantik (u. a. Mendelssohn Bartholdy, Brahms, Schubert, Strauß) und der Moderne (u. a. Schönberg, Boulez).

## Diskografie (Auswahl)
- Johann Sebastian Bach: Kantate Herz und Mund und Tat und Leben, BWV 147; Joseph Haydn: Missa in d-Moll in angustiis Hob. XXII:11 (Messe in der Bedrängnis, auch: Nelson-Messe). Ausführende: Ulrike Sonntag (Sopran), Alison Browner (Alt), Adalbert Kraus (Tenor), Ernst Gerold Schramm (Bass), Collegium Instrumentale Alois Kottmann, Alois Kottmann (vl), Figuralchor des Hessischen Rundfunks, Alois Ickstadt (Dirigent). Melisma 726, Oestrich-Winkel.
- Johann Sebastian Bach: Johannes-Passion BWV 245. Ausführende: Ulrike Sonntag (Sopran), Alison Browner (Alt), Adalbert Kraus (Tenor), Ernst Gerold Schramm (Bass), Collegium Instrumentale Alois Kottmann, Alois Kottmann (vl), Figuralchor des Hessischen Rundfunks, Alois Ickstadt (Dirigent). Melisma 7058, Oestrich-Winkel.
- Johann Sebastian Bach: Messe h-Moll BWV 232. Ausführende: Ulrike Sonntag (Sopran), Alison Browner (Alt), Adalbert Kraus (Tenor), Ernst Gerold Schramm (Bass), Collegium Instrumentale Alois Kottmann, Alois Kottmann (vl), Figuralchor des Hessischen Rundfunks, Dirigent: Alois Ickstadt. Melisma 7023-2, Oestrich-Winkel.